# Jeanne Amen
Pour les articles homonymes, voir Amen (homonymie).

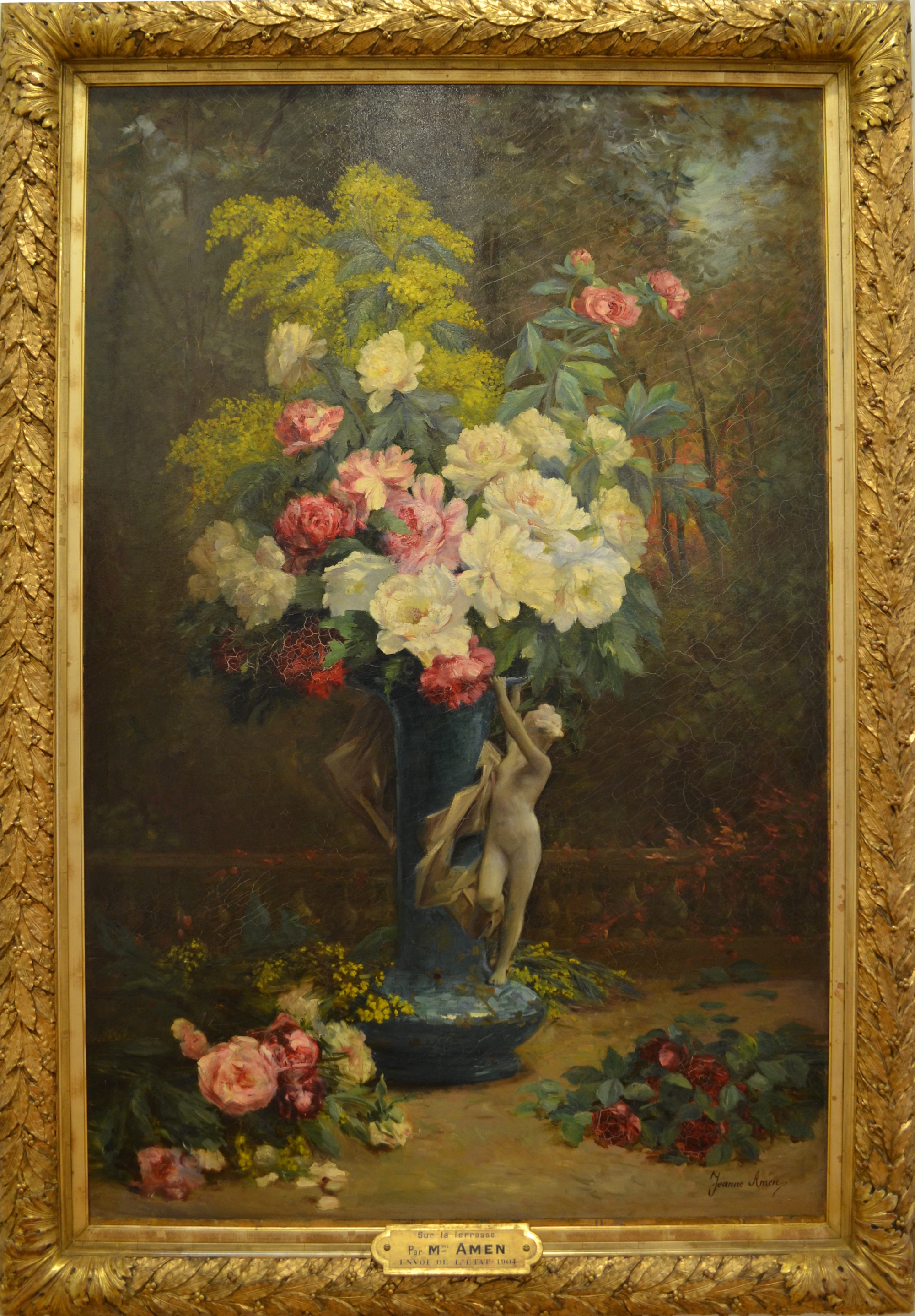
Sur la terrasse, 1892.

Jeanne Amen, née Jeanne Marie Joséphine Moreau le 21 mai 1861 à Belleville-sur-Saône et morte le 9 avril 1923 à Paris 17e, est une artiste peintre française.

## Biographie
Fille de Joseph Moreau et Antoinette Coindard, son épouse, Jeanne Marie Joséphine Moreau naît en 1861 à Belleville-sur-Saône. En 1883, alors établie à Mâcon avec ses parents, elle épouse Louis Barthélemy Amen, chirurgien-dentiste diplômé de la Faculté de Médecine de Paris.
Jeanne Amen est l'élève d'Antoine Grivolas d'Avignon[Quand ?].
Elle organise une exposition de ses tableaux et de fleurs naturelles au Grand Hôtel Terminus en novembre 1894.
En 1895, Jeanne commence à écrire dans le journal Le Petit écho de la mode et y enseigne comment peindre. À cette époque elle habite au 3 quai Malaquais. Sa collaboration au Le Petit écho de la mode dure 16 ans et se termine en 1911.
Elle collabore également au Journal des Femmes artistes, le bulletin officiel de l'Union des Femmes peintres et Sculpteurs dans les années 1890 et participe aux expositions de l'Union (en 1891, 1895, 1896, 1897 et 1898).
Elle participe au salon des artistes français après que les femmes y soient autorisées (en 1892, 1895, 1897, 1898 1899, 1900, 1901, 1902, 1903, 1905, 1906, 1911 et en 1920,).
En 1896, elle publie un livre intitulé L'art au point de vue féminin.
En 1898, elle transfère ses cours, qui avaient alors lieu au quai Malaquais, au 63 rue de Prony. Les peintres Léon-François Comerre, Edmond Louis Dupain et Antoine Grivolas donnent également des cours dans son atelier.
Elle expose quelques-uns de ses tableaux et aquarelles dans un des salons de l'hôtel de Poilly début 1900.
Dès les années 1900, elle est inspectrice des écoles de dessin de la Ville de Paris et directrice du journal L'Art et la Femme. L'Art et la femme est un bimensuel actif du 25 décembre 1904 à 1914.
Elle est nommée officière de l'Instruction publique en 1902.
En 1905 elle participe à l'exposition organisée par la Société des amis des Arts au Havre.
En 1906 elle commence à publier le journal L'Art et l'Enfant.
Pendant la Première Guerre mondiale, elle fait un rapport sur la rééducation professionnelle des mutilés,organise des conférences sur ce sujet et fonde une école.
En 1918, sa peinture "Tombes de soldats sur les bords de Marne" est exposée aux États-Unis, dans la maison du colonel Vanderbilt.
Elle meurt en 1923 à Paris, en son domicile du 2, rue Viète, et est inhumée au cimetière des Batignolles deux jours plus tard.

### Ouvrages
- 1895 : Jeanne Amen, L'Art au point de vue féminin, Paris, P. Orsoni, 1895 (réimpr. 1900), 156 p. (OCLC 504536694)
- 1903 : Jeanne Amen, Les Arts Décoratifs en leurs applications diverses, Paris, H. Geffroy, 1903, 201 p. (OCLC 25524736)

### Périodique
- 1904-1914 : L'Art et la femme, Paris
- 1890-1901 : collaboration de Jeanne Amen au Journal des femmes artistes, Paris
- 1906-19?? : L'Art et l'Enfant

### Rapport
- 1917 : Jeanne Amen, « Rapports particuliers » dans Conférence interalliée pour l’Étude de la Rééducation Professionnelle et des Questions qui intéressent les Invalides de la Guerre, tome II, Paris, Chaix, pp. 77-80

## Collections publiques
- Langres : musée d'art et d'histoire de Langres
  - Pivoines et aubépines
- Lyon, musée des beaux-arts :
  - Allée fleurie ou Églantiers en fleurs[38]
- Mâcon, Musée des Ursulines
  - Les lys et la mer, Salon de 1900[16]
- Pontoise : musée Camille-Pissarro : 
  - Les Oliviers à Beaulieu ; Le Var ; La Turbie ; Fin de la Corniche à Menton ; Constantinople ; La Pointe du Sérail, soleil couchant
- Rouen, Musée des beaux-arts de Rouen
  - Fleurs[39]
- Villefranche-sur-Saône, Musée Paul-Dini :
  - Sur la terrasse, 1892. Huile sur toile